# Bal Thackeray
Balasaheb Keshav Thackeray (marathi: बाळ केशव ठाकरे, Bāḷ Keśav Ṭhākare), av anhängare kallad Hindu Hridaysamrat ("härskare över hinduns hjärta"), född 23 januari 1926 i Pune, död 17 november 2012 i Mumbai, var en indisk politiker och grundare av det ultranationalistiska partiet Shiv Sena. Han hade aldrig ett offentligt ämbete men som Shiv Senas partiledare blev han från 1970-talet och framåt en av de mest inflytelserika politiska ledarna i delstaten Maharashtra.

## Uppväxt och tidig karriär
Balasaheb Thackeray föddes 1926 i staden Pune i dåvarande presidentskapet Bombay. Familjen tillhörde kasten kayastha. Hans far Keshav Sitaram Thackeray var aktiv i Samyukta Maharashtra, en språkbaserad men ideologiskt blandad rörelse grundad år 1956 som sökte dela delstaten Bombay efter lingvistiska linjer så att de södra delarna där marathi var majoritetsspråk kunde frigöras från de norra delarna där språket gujarati var vanligast. Fadern förespråkade strategiskt våld för att uppnå politiska mål men lämnade så småningom rörelsen på grund av sitt hårdföra motstånd mot kommunisterna, som hade en framträdande roll i Samyukta Maharashtra. Faderns stöd för politiskt våld och kompromisslösa antikommunism kom att starkt prägla sonen.
Bal Thackeray började som tecknare på Free Press Journal i Bombay på 1950-talet. Under 1960-talet började han använda sina serier och illustrationer för att bilda opinion mot vad han ansåg vara icke-marathers ökande makt i Bombay och han hetsade främst mot sydindier som han ansåg stal jobb från den marathitalande lokalbefolkningen.

## Politisk karriär
1966 grundade Bal Thackeray ett eget politiskt parti, Shiv Sena, som från början var ett etnocentriskt parti för maratherna. Bland sina motståndare var Thackeray känd för sin intolerans mot muslimer, homosexuella och folkgrupper från andra indiska delstater. I början av 1970-talet fick partiet stöd av inflytelserika lokalpersoner och ökade sin ställning i Bombayområdet. Mot slutet av 1970-talet ska han ha uppmanat alla sydindier att lämna Bombay eller möta "konsekvenserna". Partimedlemmar misshandlade arbetare från andra delar av landet, vandaliserade restauranger ägda av icke-marather och hotade arbetsgivare som anställde personer från andra delstater.
Det ideologiskt antikommunistiska Shiv Senas våldsaktioner tolererades av det styrande Kongresspartiet som såg ultranationalisterna som ett bekvämt sätt att knäcka de av kommunisterna dominerade fackföreningarna i Bombays textilindustri. När medlemmar i Shiv Sena år 1970 mördade en ledamot för Communist Party of India i Maharashtras delstatsparlament gratulerades dem av Thackeray som förklarade att "vi får inte missa ett enda tillfälle att massakrera kommunister var än vi hittar dem". Shiv Sena allierade sig på Thackerays order med hindunationalistiska BJP år 1989.
1992 var han en av de som drev på de religiösa spänningarna mellan hinduer och muslimer i landet genom att uppmana till rivandet av moskén Babri Masjid i Ayodhya, som ansågs ha byggts på 1500-talet på ruinerna av ett forntida hinduiskt tempel. 1995 vann Shiv Sena i allians med BJP delstatsvalet i Maharashtra och Bal Thackeray proklamerade att han i realiteten "fjärrstyrde" delstatens chefsminister under mandatperioden 1995-1999. Redan i december 1995 drev Shiv Sena igenom en uppmärksammad förändring som Thackeray hade uppmuntrat till i åratal, nämligen det officiella namnbytet på delstatshuvudstaden från "Bombay", ett namn med anor från kolonialtiden, till "Mumbai", som enligt Shiv Sena skulle vara närmare det ursprungliga ortnamnet på språket marathi.
28 juli 1999 förbjöds Thackeray att rösta eller ställa upp i val för en sexårsperiod för att ha försökt få röster på religiösa grunder. 5 september 2004 utfäste Thackeray ett löfte att inte raka sitt skägg förrän han vunnit valet till delstatsparlamentet.

### Kontroverser
Bal Thackeray var en stor beundrare av Adolf Hitler och har bland annat sagt att om man bara byter ut ordet "jude" mot "muslim" i Mein Kampf motsvarar bokens innehåll vad han tror på. Han uppmärksammades för att organisera attacker mot butiker i Bombay som sålde Alla hjärtans dag-föremål, eftersom Shiv Sena ser firandet av Valentindagen som oindiskt. 2006 kommenterade han att han skulle föredra om ett indiskt alternativ till Alla hjärtans dag uppkom. Han ska också ha sagt att "det enda sättet att slå tillbaka mot muslimsk terrorism är med hinduisk terrorism".

## Död
Bal Thackeray dog av en hjärtinfarkt i november 2012 och hedrades i delstaten Maharashtra, i huvudstaden New Delhi samt i andra delar av landet. Han erhöll även en statsbegravning i Mumbai och runtom i staden stod trafiken still och butiker stängdes för att hedra den döde politikern. Mellan en och två miljoner människor kom till begravningen.